# Belmonte (Cuenca)
Belmonte ist eine Kleinstadt und eine Gemeinde (municipio) mit nur noch 1.769 Einwohnern (Stand: 2024) im Osten der Provinz Cuenca in der Autonomen Region Kastilien-La Mancha im Südosten Spaniens. Der alte Ortskern ist als Conjunto histórico-artístico eingestuft.

## Lage und Klima
Die Kleinstadt Belmonte liegt ca. 100 km südwestlich der Provinzhauptstadt Cuenca in einer Höhe von ca. 755 m.  Das Klima im Winter ist gemäßigt, im Sommer dagegen ist es warm bis heiß; die eher geringen Niederschlagsmengen (ca. 445 mm/Jahr) fallen – mit Ausnahme der nahezu regenlosen Sommermonate – verteilt übers ganze Jahr.

## Bevölkerungsentwicklung
| Jahr      | 1857  | 1900  | 1950  | 2000  | 2019  |
| Einwohner | 2.641 | 2.508 | 3.631 | 2.445 | 1.903 |

Infolge der Mechanisierung der Landwirtschaft, der Aufgabe bäuerlicher Kleinbetriebe und des daraus resultierenden Verlusts von Arbeitsplätzen ist die Einwohnerzahl der Gemeinde seit der Mitte des 20. Jahrhunderts deutlich gesunken (Landflucht).

## Wirtschaft
Die Umgebung der Kleinstadt ist immer noch hauptsächlich agrarisch orientiert; früher waren die Weidewirtschaft und die Herstellung von Käse und Wurst von großer Bedeutung, die – neben Tierhäuten und Wolle – an fahrende Händler verkauft werden konnten. Heute stehen landwirtschaftliche Produkte wie Oliven und Mandeln im Vordergrund. Im Ort selbst haben sich Handwerker sowie Händler und Dienstleister.

## Geschichte

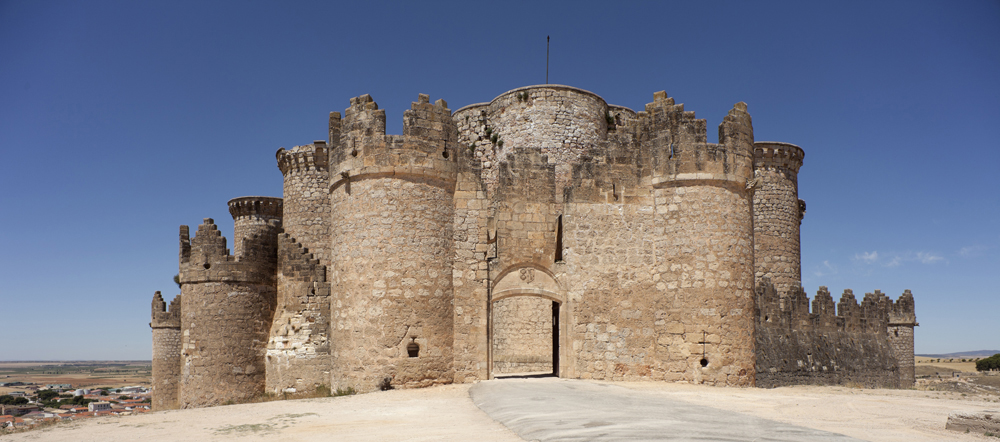
Castillo de Belmonte

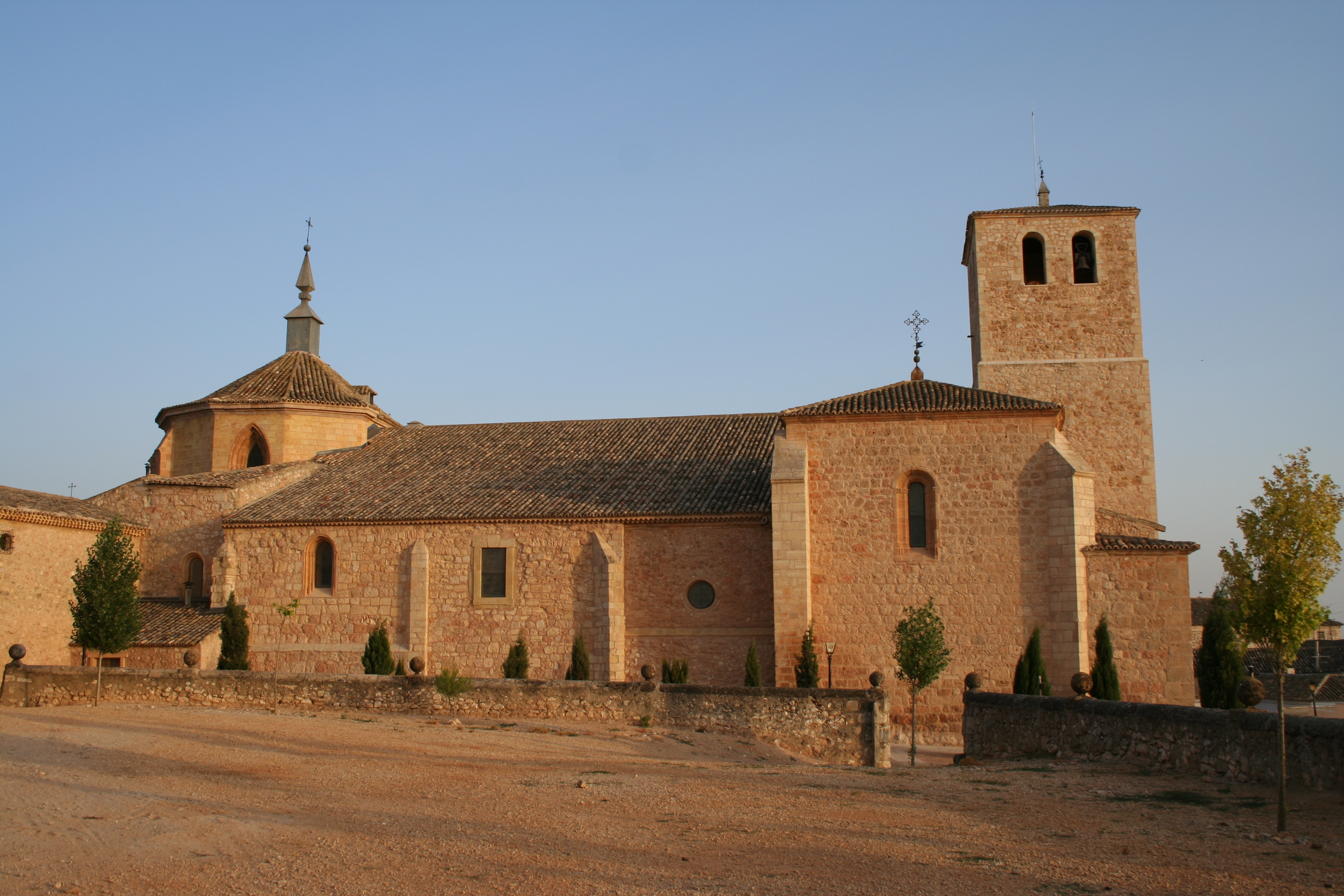
Kollegiatkirche San Bartolomé

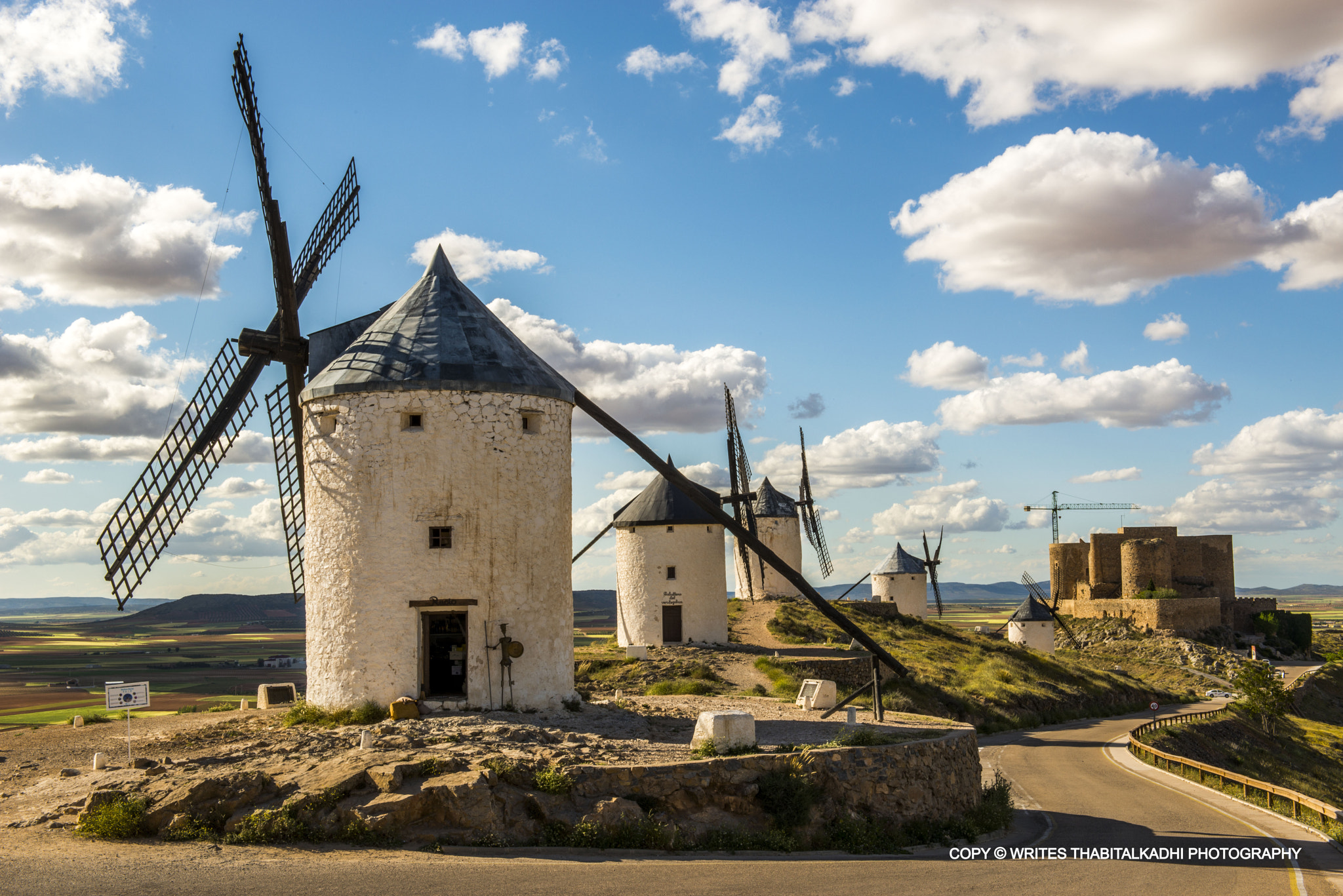
Windmühlen

Iberische und römische Siedlungsfunde fehlen; aus westgotischer Zeit wurden die Fundamente einer Kirche unterhalb der heutigen Kollegiatkirche entdeckt. Nach der Rückeroberung (reconquista) des Gebietes im ausgehenden 11. Jahrhundert durch kastilische Truppen begann die Phase der Wiederbevölkerung (repoblación) durch Christen aus dem Norden und dem Süden der Iberischen Halbinsel. Im Jahr 1323 begann der Infant Juan Manuel, der Neffe Alfons’ X. von Kastilien mit dem Bau der Burg (castillo) und der Stadtmauer (muralla). Später kamen Ort und Burg an die Grundherrnfamilie Pacheco, deren Tochter Maria Alfonso Téllez Girón y Vázquez de Acuña ehelichte; die beiden hatten zwei Söhne, von denen der ältere, Juan Pacheco y Téllez Girón (1419–1474), der gerade erst zum Markgraf (marques) von Villena aufgestiegen war, im Jahr 1456 die Grundherrschaft (señorio) über den Ort antrat. Seine Nachkommen führten diese bis zum Jahr 1833 fort.

## Sehenswürdigkeiten
- Das symmetrisch angelegte Castillo de Belmonte ist aufgrund seiner langen Nutzung eine der besterhaltenen Burganlagen der Iberischen Halbinsel.
- Von der ehemals fünftorigen Stadtmauer sind noch die Puerta de Chinchilla und andere Teilstücke erhalten.
- Die ebenfalls um 1456 erbaute dreischiffige Kollegiatkirche San Bartolomé ist dem Apostel Bartholomäus geweiht; sie wurde über einer alten westgotischen Kirche erbaut. Wie bei derart bedeutenden Kirchen in Spanien üblich, hat sie einen Binnenchor (coro) für die Würdenträger der Stadt, die gleichzeitig in der Regel auch Chorherren waren. Hauptattraktionen im Innern der Kirche sind das reich das beschnitzte spätgotische Chorgestühl (sillería) und das spätbarocke Altarretabel (retablo) im Stil des Churriguerismus in der Capilla de San Pedro y San Pablo. Merkwürdig ist das gegenüber dem zuerst errichteten Chor deutlich niedrigere Langhaus; dies lässt sich eigentlich nur durch finanzielle Gründe erklären. Am Bau beteiligt waren unter anderem die Architekten und Bildhauer Hannequin von Brüssel und Egas Cueman.[6]
- Der festungs- und palastartige Palacio del Infante Don Manuel wurde vor der Mitte des 14. Jahrhunderts erbaut. Hier kam im Jahr 1419 Juan Pacheco zur Welt. Der Innenhof wurde im 16. Jahrhundert im Stil der Renaissance umgebaut; die Anlage dient heute als exclusives Palasthotel.[7]
- Auf einem Bergrücken (cerro) östlich der Burg stehen mehrere Windmühlen (molinos).

## Persönlichkeiten
- Juan Manuel (1282–1348), Infant und Schriftsteller
- Juan Pacheco (1419–1474), Politiker, Großmeister des Calatravaordens
- Luis de León (1527–1591), Augustinermönch, Dichter
- Gabriel Vásquez (1549–1604), Jesuit, Theologe und Philosoph
- Juan del Castillo (1598–1628), Jesuit, Missionar und Heiliger (seit 1988)
- Diego López de Pacheco Cabrera y Bobadilla (1599–1653), Vizekönig von Neuspanien (1640–42), Vizekönig von Navarra (1649–1653)